# Feisal FC
El Feisal FC fue un equipo de fútbol de Kenia que jugó en la Liga keniana de fútbol, la primera categoría de fútbol en el país.

## Historia
Fue fundado en el año 1940 en la ciudad de Mombasa y fue uno de los equipos fundadores de la Liga keniana de fútbol en 1963 donde terminó de subcampeón.
En 1965 el club es campeón nacional por primera vez por diferencia de goles sobre el Luo Union, aunque el club abandona la primera división en 1972.
En 1987 regresa a la Liga keniana de fútbol tras 25 años de ausencia, descendiendo en ese mismo año al terminar en el lugar 17 entre 19 equipos, desapareciendo tres años después.

## Palmarés
- Liga keniana de fútbol: 1

1965
- Liga Distrital de Mombasa: 1

1941

## Jugadores

### Jugadores destacados
- Ali Kajo
- Paulo Lodi